# Chalixodytes tauensis
Chalixodytes tauensis är en fiskart som beskrevs av Schultz, 1943. Chalixodytes tauensis ingår i släktet Chalixodytes och familjen Creediidae. IUCN kategoriserar arten globalt som livskraftig. Inga underarter finns listade i Catalogue of Life.